# Cratere Braude
Braude è un cratere lunare di 11,28 km situato nella parte sud-occidentale della faccia nascosta della Luna.